# SC0028-0005
SC0028-0005 è un superammasso di galassie posto in direzione della costellazione della Balena alla distanza di oltre 2,6 miliardi di anni luce ("light travel time") (redshift:  z = 0,22).
Il superammasso è incluso nel catalogo di superammassi compilato nel 2003 da Basilakos, sulla base dei dati forniti dallo Sloan Digital Sky Survey, che lo ha descritto come una struttura filamentosa.
Goto (2003) ha descritto la presenza di 3 ammassi di galassie posti ad una distanza relativa tra loro compresa tra 4 e 10 megaparsec.
Uno studio nel 2015 ha utilizzato i dati fotometrici e spettrometrici del SDSS-DR10 e osservazioni in multi-banda con il Telescopio Canada–France–Hawaii. Sono stati individuate 6 sottostrutture del superammasso che sono di piccole dimensioni, non eccedendo le 5 x 1013 M☉.